# New Berlin (Wisconsin)
La ville américaine de New Berlin est située dans le comté de Waukesha, dans l’État du Wisconsin. Lors du recensement de 2010, sa population s’élevait à 39 584 habitants.

## Source
- (en) Cet article est partiellement ou en totalité issu de l’article de Wikipédia en anglais intitulé « New Berlin, Wisconsin » (voir la liste des auteurs).